# Astylosternus rheophilus
Espèce
Statut de conservation UICN

 NT  : Quasi menacé
Synonymes
- Astylosternus rheophilus tchabalensis Amiet, 1978 "1977"

Astylosternus rheophilus est une espèce d'amphibiens de la famille des Arthroleptidae.

## Répartition
Cette espèce est endémique de l'ouest du Cameroun. On la trouve notamment dans la réserve forestière de Bafut Ngemba. Elle se rencontre de 1 300 à 2 450 m d'altitude sur les monts Bamboutos, Bana, Ngokham, Manengouba et Mbam.

## Publication originale
- Amiet, 1978 : Les Astylosternus du Cameroun (Amphibia, Anura, Astylosterninae). Annales de la Faculté des Sciences du Cameroun, vol. 23/24, p. 99-227.